# 查阜西
查阜西（1895年—1976年），名鎮湖，又名夷平，字阜西，江西修水人，中國古琴演奏家、理論家，是最重要的古琴琴譜的蒐集者之一。他因為善彈《瀟湘水雲》而又被稱為“查瀟湘”，與張子謙、彭祉卿並稱“浦東三傑”。 在航空領域也有建樹，是兩航起義的主要組織策劃者之一。此外，他還是第一至四屆全國人大代表。

## 生平
査阜西在光緒二十一年（1895年）出生於江西修水山口镇来苏村，少年時開始學習古琴，也會吹簫笛，熟悉民歌小調、崑曲。1919年左右前往煙臺海軍學校、航空學校學習。二十多歲時向沈草農學習〈平沙落雁〉、〈秋塞吟〉等曲。1925年加入中國共產黨。三十三歲時任職於上海歐亞航空公司。1930年代成立今虞琴社，並出版《今虞琴刊》，聯繫全國各地的琴人。1945年受邀前往美國加州大學、美国国家地理协会、华盛顿音乐俱乐部、美国国会图书馆進行古琴學術演講，並演奏古琴。其論述在《美国音乐学协会公报》上出版，同時也發行了一系列古琴音樂。他將藏於國會圖書館中的《神奇秘谱》、《太音大全》複製下來帶回了中國。
1949年受周恩來委任，查阜西到香港組織了兩航起義。直到1950年代，查阜西在航空領域還很活躍，曾任中央航空運輸公司副总经理。
1949年之後他曾擔任中國音樂家協會副主席。1950年代初，辭去民航局的職務，成為民族音樂研究所通信研究員，並帶領王迪、許健前往全國各地訪問各位琴人，錄取了來自86位琴家的262首琴曲。他亦曾推薦各地琴家們去各大院校任教，自己則受聘爲中央音樂學院民樂系主任。
1954年，北京古琴研究會成立，查阜西擔任首屆會長，和溥雪齋、汪孟舒併稱三老。1958年出版《存見古琴曲譜輯覽》。1961年開始編纂巨著《琴曲集成》，後來因文化大革命中斷，此書到2010年才全部出齊。
1958年作爲中國歌劇團古典音樂顧問前往日本演出，後來亦曾前往蘇聯的五聲音階國際會議。
其學生有李祥霆、吳釗、孫貴生等人。李祥霆被视为其传人。

## 作品
- 《存见古琴曲谱輯览》
- 《琴曲集成》
- 《历代琴人传》
- 《传统的造琴法》
- 《传统的造弦法》
- 《古琴弦法（调式）考》
- 《古琴初階》（與沈草農、張子謙合著）
- 《査阜西琴学文萃》（1995）
- 《古琴的常識和演奏》，北京：三聯書店，2020，ISBN 9787108065896。

## 外部連結
- YouTube上的查阜西演奏之〈洞庭秋思〉
- YouTube上的查阜西演奏之〈長門怨〉
- YouTube上的查阜西演奏之〈漁歌〉